# 로봇 (기업)

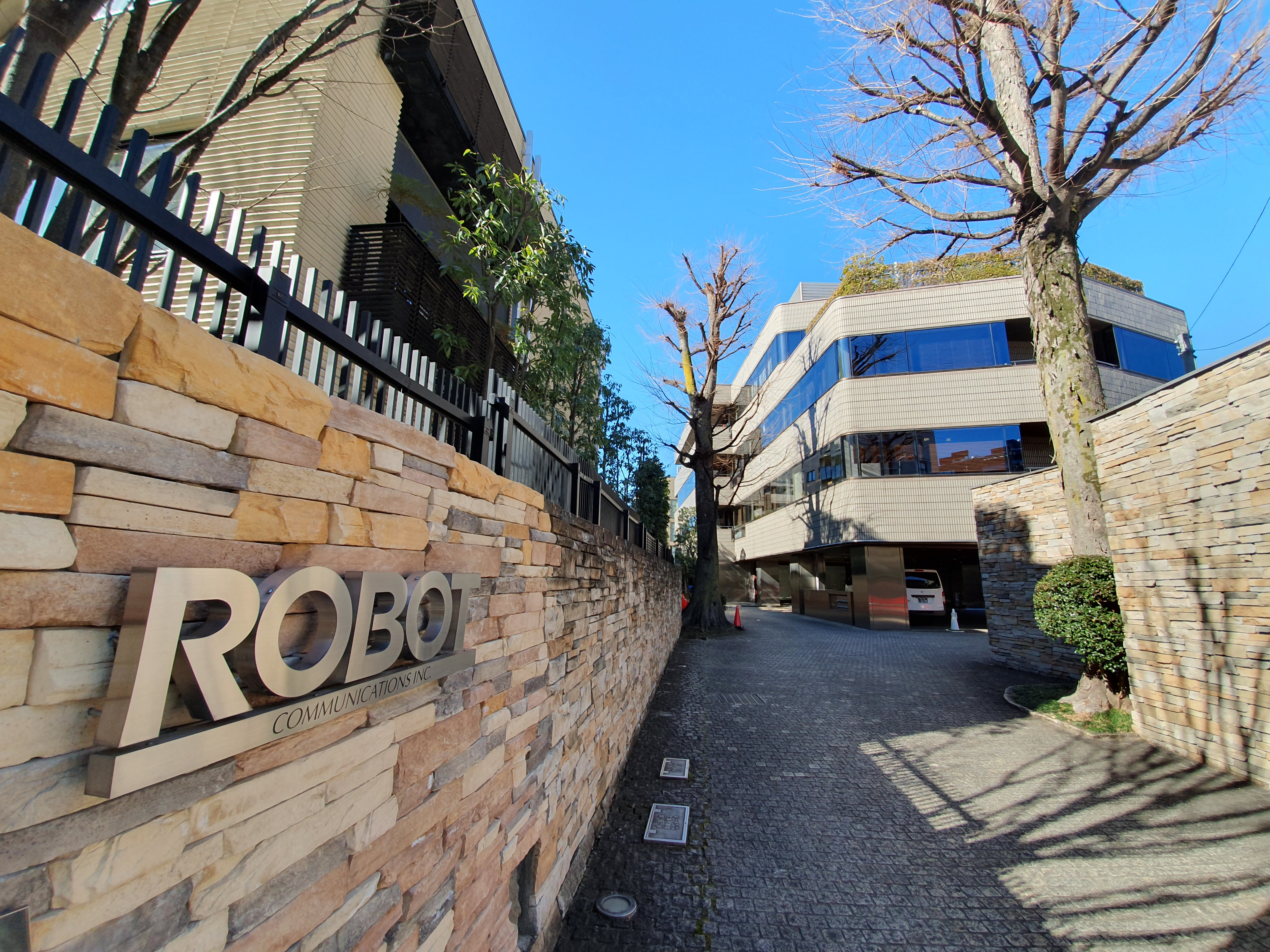

로봇(ロボット, ROBOT COMMUNICATIONS INC.)은 일본의 영상 소프트 산업 회사이다. TV CM, 영화, 애니메이션, CG, 게임, 웹사이트, 그래픽 디자인 등의 기획및 작업을 하고 있다.